# Karuo
Karuo léase Ka-Ruó (en chino simplificado, 卡若区; pinyin, Kǎruò qū, en tibetano, མཁར་རོ་ཆུས། ; Wylie, Mkhar'ro chus) es un distrito urbano bajo la administración directa de la ciudad-prefectura de Chamdo. Se ubica al este de la Región Autónoma del Tíbet, al oeste de la República Popular China. Su área es de 10 793 km² y su población total para 2010 fue más de 100 mil habitantes.

## Administración
El distrito de Karuo se divide en 15 pueblos que se administran en 3 poblados y 12 villas.